# Géoconfluences

Géoconfluences est une publication géographique numérique française à caractère scientifique pour le partage du savoir et la formation en géographie, mise en place à partir de 2002 et inaugurée en 2003. 

## Présentation
Le site Géoconfluences est proposé en cotutelle par le ministère de l'Éducation nationale français, à travers la DGESCO et par l'École normale supérieure de Lyon.
Le ministère nomme un enseignant du second degré pour assurer la responsabilité éditoriale du site. Trois professeurs se sont succédé à ce poste : Sylviane Tabarly (2002-2012), Marie-Christine Doceul (2012-2016) et Jean-Benoît Bouron (depuis 2016). L'École normale supérieure de Lyon héberge la publication sur son site et en assure le pilotage et l'expertise scientifique. Un comité de pilotage, composé de membres de l'inspection générale, d'enseignants et de représentants des institutions de tutelle, définit les grandes orientations du site. 
Le site s'adresse avant tout aux enseignants, dans la mesure où les publications accompagnent l'évolution des programmes d'enseignement de la géographie et contribuent à la préparation des concours de recrutement de l'Éducation nationale.
Les articles publiés sur Géoconfluences sont fréquemment recommandés aux enseignants par le site officiel des différentes académies, tels que celui de l'académie de Versailles, de Nice ou de Strasbourg. Le succès du site se vérifie également par sa fréquentation : 1,7 million de visites et 3,3 millions de pages vues en 2017, 3,7 millions de visites en 2022.